# Łucznictwo na Letnich Igrzyskach Olimpijskich 2012
Łucznictwo na Letnich Igrzyskach Olimpijskich 2012 w Londynie rozgrywane było między 27 lipca a 3 sierpnia, na stadionie Lord’s Cricket Ground.

## Rezultaty

### Kobiety
| Konkurencja   | Złoto                                                       | Srebro                                     | Brąz                                                 |
| Indywidualnie | Ki Bo-bae (KOR)                                             | Aída Román (MEX)                           | Mariana Avitia (MEX)                                 |
| Drużynowo     | Korea Południowa · Lee Sung-jin · Ki Bo-bae · Choi Hyeon-ju | Chiny · Fang Yuting · Cheng Ming · Xu Jing | Japonia · Kaori Kawanaka · Ren Hayakawa · Miki Kanie |

### Mężczyźni
| Konkurencja   | Złoto                                                       | Srebro                                                          | Brąz                                                        |
| Indywidualnie | Oh Jin-hyek (KOR)                                           | Takaharu Furukawa (JPN)                                         | Dai Xiaoxiang (CHN)                                         |
| Drużynowo     | Włochy · Michele Frangilli · Marco Galiazzo · Mauro Nespoli | Stany Zjednoczone · Brady Ellison · Jake Kaminski · Jacob Wukie | Korea Południowa · Im Dong-hyun · Kim Bub-min · Oh Jin-hyek |

## Tabela medalowa
| Miejsce | Państwo           | Złoto | Srebro | Brąz | Razem |
| ------- | ----------------- | ----- | ------ | ---- | ----- |
| 1       | Korea Południowa  | 3     | 0      | 1    | 4     |
| 2       | Włochy            | 1     | 0      | 0    | 1     |
| 3       | Chiny             | 0     | 1      | 1    | 2     |
| 3       | Japonia           | 0     | 1      | 1    | 2     |
| 3       | Meksyk            | 0     | 1      | 1    | 2     |
| 6       | Stany Zjednoczone | 0     | 1      | 0    | 1     |
|         | Razem             | 4     | 4      | 4    | 12    |